# Familia monoparental
La familia monoparental es aquella que está compuesta por un solo progenitor (padre o madre), y uno o varios hijos. Puede incluir aun así a otros miembros de la familia además de los progenitores. Su importancia como concepto en el ámbito social se debe a las dificultades económicas y afectivas que perjudican a este tipo de familias.
En ocasiones se utiliza la expresión "monomarental" referirse a una familia monoparental a cargo de una mujer. Esta es una falsa etimología dado que "parental" proviene de la palabra "pariente".

## Definiciones
En sentido estricto, debería hablarse de «núcleo familiar monoparental», es decir, del conjunto formado por un progenitor (madre o padre) y uno o varios hijos. Este núcleo puede constituir por sí solo una familia independiente (familia nuclear monoparental), o puede convivir con otras personas emparentadas. Por ejemplo, una madre (sin pareja) con dos hijos que conviva con sus padres constituye un núcleo monoparental en una familia extensa. 
Hay diferentes definiciones operativas de núcleo monoparental. Una de las principales diferencias entre ellas es si se limita la edad de los hijos. Tanto un hombre de 50 años que conviva con su padre de 80 como una madre de 25 que convive con su hijo de 3 cumplirían la definición que acabamos de indicar, y está claro que son ejemplos de realidades muy diferentes. Por lo tanto, establecer que los hijos deben ser menores de una cierta edad (16, o 18, o 25) o «dependientes» del progenitor es uno de los criterios habituales para definir un núcleo como monoparental. También el tipo de ausencia (temporal o permanente, con corresponsabilidad o no) del otro progenitor puede afectar a la definición, diferenciándose así entre familia monoparental y en situación de monoparentalidad u hogar monoparental.
Desde el punto de vista jurídico, la Junta de Andalucía, en el artículo 13 del D.Legilativo1/2009, de 1 de septiembre la define de esta manera:

La formada por la madre o el padre y todos los hijos que convivan con uno u otro y que reúnan los siguientes requisitos:
- Hijos menores de edad, con excepción de los que, con el consentimiento de los padres, vivan independientes de estos.
- Hijos mayores de edad incapacitados judicialmente sujetos a patria potestad prorrogada o rehabilitada.

## Demografía
La monoparentalidad puede ser resultado de una opción voluntaria o de circunstancias no deseadas. Sus causas pueden ser el nacimiento de un bebé de una madre sin pareja o la adopción por una persona sola.
El fallecimiento de uno de los progenitores, el divorcio o la separación de estos, o el rechazo de un progenitor a asumir su papel, daría lugar a un hogar monoparental, o familia en situación de monoparentalidad, lo que estrictamente no es la misma situación familiar.
En gran parte de Europa, el 90% de los núcleos familiares monoparentales son encabezados por mujeres con hijos y no por hombres.

## Efectos
En la mayoría de los países, las familias monoparentales sufren un mayor riesgo de pobreza y de dificultades sociales que los núcleos biparentales. En primer lugar, el hecho de hacer frente en solitario al cuidado de los hijos supone siempre una dificultad añadida y supone habitualmente una sola fuente de ingresos y de tiempo de cuidado. Además, dado que la mayoría de los núcleos monoparentales están encabezados por mujeres, es mayor la probabilidad de que la persona adulta tenga un trabajo con menor remuneración o a tiempo parcial. La monoparentalidad suele conllevar más dificultades para hacer compatibles horarios de trabajo y atención de los menores.

## El término «monomarental»
A partir de la década de los 70, con la revolución sexual y los cambios en la familia, comenzó a cuestionarse la idea de varón como «jefe de familia». De ahí en más el varón tuvo que empezar a compartir con la madre la autoridad sobre el hijo y los derechos por la patria potestad que, hasta entonces, eran exclusivamente paternos. Apareció entonces la noción de «parentalidad» en oposición al anterior concepto de «paternidad»; la familia así pasa a ser «coparental», porque tanto padre y madre comparten derechos y obligaciones. Por lo tanto, el término «parental» se refiere tanto a padre como a madre.
En ocasiones se utiliza la expresión falsamente etimológica «monomarental» en lugar de monoparental, para enfatizar el hecho de que la inmensa mayoría de las familias monoparentales están encabezadas por mujeres. Sin embargo, «monoparental» no deriva de «padre» sino de «pariente», en el sentido de «progenitor». De otro modo, la expresión sería «monopaternal». Por otro lado, dado que la inmensa mayoría de las familias «biparentales» (en las que está presente un padre y una madre) están a cargo de una madre, se hace necesaria una expresión que se refiera concretamente a este caso en particular. Organismos lingüísticos como fundéu promueven soluciones como «familia monoparental materna», «familia monoparental de madre» o «familia monoparental de mujer».